# جاي أستون
جاي أستون (بالإنجليزية: Jay Aston)‏ هو لاعب دوري الرغبي أسترالي، ولد في 14 فبراير 1988 في بابوا غينيا الجديدة.